# Хангіран
Хангіран, Гангіран — газове родовище в Ірані, на кордоні з Туркменістаном. Входить до Амудар'їнської нафтогазоносної провінції.
Лежить на захід від родовища Давлетабад на території Туркменістану, поруч наявні ще два невеликі родовища. Розташоване на схилах іранської частини Копетдагу. Запаси газу розташовані в верхніх юрських та нижніх крейдяних (неокомських) шарах.
Перші дослідження родовища були проведені 1937 року. План розробок створено 1956 року, назву надано 1962 року. Відкрите 1968 року.
Складається з 3 родовищ:
- Моздуран: станом на 2007 рік мав 37 свердловин
- Шурідже Б
- Шурідже Д

Глибина залягання покладів 3250 м.
Початкові запаси 300 млрд м3.